# Muzică la Tuileries
Muzică la Tuileries este o pictură în ulei pe pânză din 1862 a pictorului francez Édouard Manet. Este deținută în comun de National Gallery, Londra și The Hugh Lane, Dublin. În prezent, se află la National Gallery din Londra.
Lucrarea este un exemplu al stilului timpuriu al pictorului, inspirat de Frans Hals și Diego Velázquez și este un mesager al interesului său pentru subiectul timpului liber. Tabloul i-a influențat pe contemporanii lui Manet - precum Monet, Renoir și Bazille - să picteze grupuri similare mari de oameni.
Tabloul prezintă adunările parizienilor la concerte săptămânale din grădinile Tuileries de lângă Louvre, deși niciun muzician nu este arătat. Deși pictura era privită ca fiind  neterminată de către unii, atmosfera sugerată împărtășește modul cum erau grădinile Tuileries la acea vreme; se poate imagina muzica și conversația.
Scaunele de fier din prim-plan tocmai înlocuiseră scaunele din lemn din grădină în 1862. Manet a inclus în pictură mai mulți prieteni, artiști, autori și muzicieni, precum și un autoportret. Manet este descris în partea stângă; alături de el este un alt pictor Albert de Balleroy. În dreapta lor, așezat, este sculptorul și criticul Zacharie Astruc. Fratele lui Manet, Eugène Manet, este în prim plan, în partea centrală dreapta, cu pantaloni albi; compozitorul Jacques Offenbach, cu ochelari și mustață, stă pe un copac din dreapta; criticul Théophile Gautier, îmbrăcat în costum maro și cu barbă, se sprijină de un copac, în timp ce poetul Charles Baudelaire se află în stânga lui Gautier. Henri Fantin-Latour se află mai la stânga, cu barbă, uitându-se spre privitor. [3] Copilul din centru este Léon Leenhoff. The fair-haired child in the centre is Léon Leenhoff.